# 야블라니차구

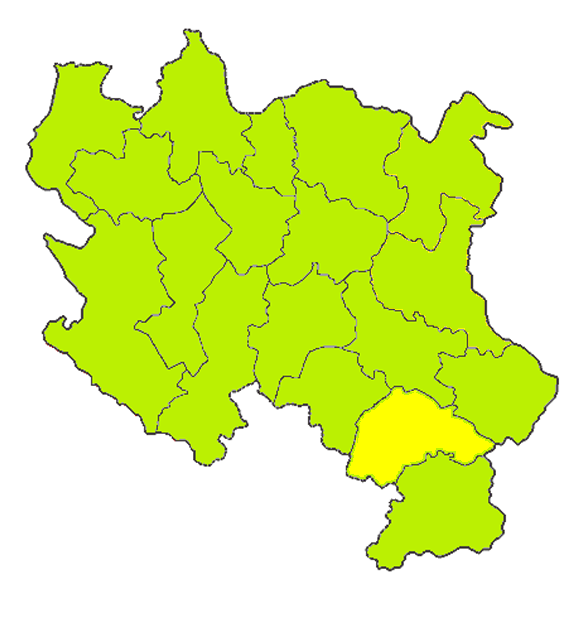
야블라니차 구의 위치

야블라니차구(세르비아어: Јабланички округ, Jablanički okrug)는 세르비아 남동부에 위치한 구로 행정 중심지는 레스코바츠이며 면적은 2,769km2, 인구는 240,923명(2002년 인구 조사 기준), 인구 밀도는 87.0명/km2이다. 서쪽으로는 코소보와 접하고 있고 동쪽으로는 불가리아와 국경을 접한다.

## 지방 자치체
6개 지방 자치체와 7개 군, 329개 마을을 관할한다.
- 레스코바츠 (Leskovac)
- 보이니크 (Bojnik)
- 레바네 (Lebane)
- 메드베자 (Medveđa)
- 블라소틴체 (Vlasotince)
- 츠르나트라바 (Crna Trava)

## 인구
인구와 민족 분포는 2002년 인구 조사를 기준으로 한다.
- 세르비아인: 225,092명
- 로마인: 9,900명
- 알바니아인: 2,841명

| 연도  | 인구    | ±% p.a. |
| ----- | ------- | ------- |
| 1948  | 231,280 | —       |
| 1953  | 244,128 | +1.09%  |
| 1961  | 254,855 | +0.54%  |
| 1971  | 260,982 | +0.24%  |
| 1981  | 262,531 | +0.06%  |
| 1991  | 255,011 | −0.29%  |
| 2002  | 240,923 | −0.52%  |
| 2011  | 216,304 | −1.19%  |
| 출처: |         |         |

## 같이 보기
- 세르비아의 행정 구역